# Turosik
Turosik – istota demoniczna z wierzeń słowiańskich. Występował u rusinów litewskich oraz w północno-zachodniej Białorusi.
Był to pradawny puszczański demon występujący pod postacią tura lub jelenia ze złotymi rogami i kopytami. Szarżował na przechodzących przez jego tereny wędrowców, aby ich przepędzić. Łowców traktował inaczej – udawał rannego, aby zwabić ich do siebie, a następnie sprawiał, że szli za nim w głąb lasu, skąd już nigdy nie wracali. Znajdowano po nich tylko dokładnie ogryzione kości.
Złote elementy Turosika są związane z wierzeniami Słowian dotyczącymi błędnych ogników – wierzono, że to za ich pomocą Turosik błyska spomiędzy drzew aby zwabić ludzi w głąb lasu.